# Carlo Guarmani
Carlo Claudio Camillo Guarmani, né le 11 décembre 1828 à Livourne et mort en le 23 octobre 1884 à Gênes, est un explorateur italien. 

## Biographie
Négociant de chevaux, sa passion du cheval l'amène à voyager pour en acquérir. Grâce à son expérience acquise en voyageant à travers les pays arabes et au fait qu'il parlait bien la langue arabe, il est commissionné en septembre 1863 par le général Fleury, aide de camp de Napoléon III et directeur général des Haras équins impériaux, et peu après par Victor-Emmanuel II pour se procurer des chevaux pur-sang arabes pour la cavalerie de leurs armées respectives.
À cette fin, il se rend dans diverses parties du monde arabe et, en particulier, au Najd, après avoir visité d'autres lieux de la péninsule arabique, notamment Tayma et Haïl, qu'il décrit dans son livre Itinéraire de Jérusalem au Neged septentrional en 1865.
Guarmani est également l'auteur d'autres publications, parmi lesquelles sans doute la plus connue est El Kamsa, il cavallo arabo puro sangue, une étude de 16 ans de vie en Syrie, en Palestine, en Égypte et dans les déserts d'Arabie.

## Publications
- 1866 : Il Neged settentrionale, itinerario da Gerusalemme a Aneizeh nel Cassim
- 1866 : El Kamsa, il cavallo arabo puro sangue
- 1866 : Itinéraire de Jérusalem au Neged septentrional
- 1872 : Gl' Italiani in Terra Santa, reminiscenze e ricerche storiche del commendatore Carlo Guarmani